# Piskanja
Piskanja (cyr. Пискања) – wieś w Serbii, w okręgu raskim, w gminie Raška. W 2011 roku liczyła 462 mieszkańców.